# Стефан Шаумбург-Ліппський
Стефан Александр Віктор Шаумбург-Ліппський (нім. Stephan Alexander Viktor zu Schaumburg-Lippe; нар. 21 червня 1891 — пом. 10 лютого 1965) — принц Шаумбург-Ліппський, син князя Шаумбург-Ліппе Георга та принцеси Саксен-Альтенбурзької Марії Анни. Дипломат. Член НСДАП від 1930 року. Оберштурмбанфюрер СС.

## Біографія
Стефан народився 21 червня 1891 року у Штадтгагені, одному з двох міст Шаумбург-Ліппського князівства. Він був п'ятою дитиною та п'ятим сином в родині принца Шаумбург-Ліппе Георга та його дружини Марії Анни Саксен-Альтенбурзької. Мав старших братів Адольфа, Моріца та Вольрада. Ще один брат помер до його народження.
Князівством в цей час правив їхній дід Адольф I Георг. У травні 1893 року він пішов з життя, і батько став правлячим князем. Родина після цього переїхала до Бюккебурзького замку, де з часом поповнилася чотирма молодшими дітьми.
У 1911 році Георга не стало, князівство очолив брат Стефана — Адольф.
Принц перебував на військовій службі. 16 квітня 1907 отримав чин лейтенанта. Служив у Вестфальському мисливському батальйоні № 7, росквартированому у Бюккебурзі та очолюваному його батьком. Підрозділ носив також назву «Бюккебурзькі мисливці». Згодом був вояком Уланського полку «Імператор Александр II Російський» (1-й Бранденбурзький) № 3. Під час Першої світової війни перебував ад'ютантом у штабі відділу армій Б, створеному для захисту Ельзас-Лотарингії.

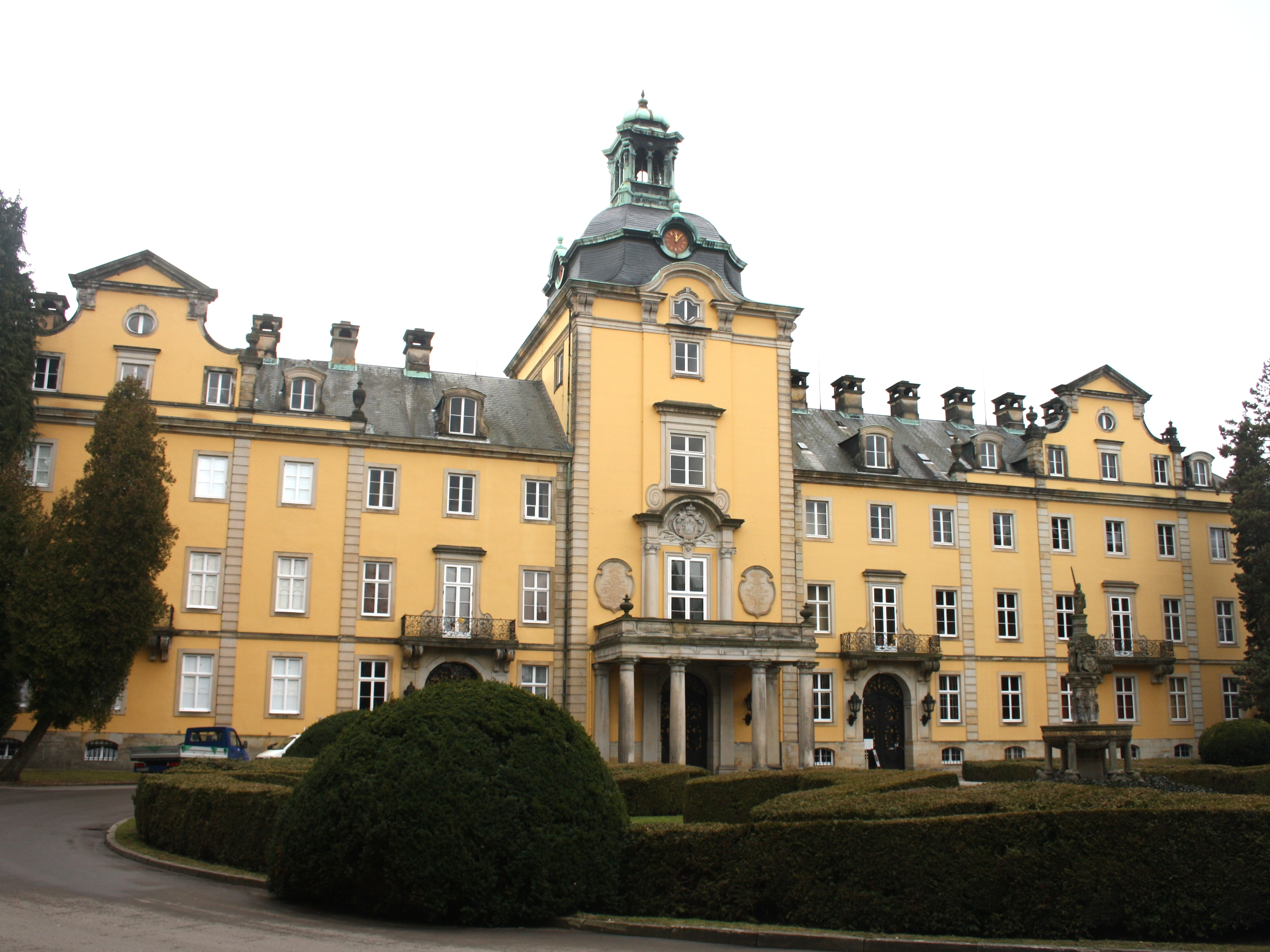
Бюккебурзький замок

Після Листопадової революції 1918 року та повалення монархії князівство Шаумбург-Ліппе перестало існувати, однак, перетворене на Вільну державу Шаумбург-Ліппе, так само входило до складу німецької держави.
Перед своїм 30-м днем народження Стефан узяв шлюб із 19-річною принцесою Інгеборгою Ольденбурзькою. Весілля відбулося 4 червня 1921 у замку Растеде. У подружжя народилися донька і сини-близнюки.
1 жовтня 1930 принц вступив до лав НСДАП під номером 309344. 12 вересня 1937 став членом СС № 277528. Працював у консульстві в Чилі у 1936—1941 роках. У 1930-х та 1940-х роках був радником посольства Німеччини в Буенос-Айресі. У 1941 році відбувся судовий процес над послом Німеччини в Аргентині Едмундом фон Терманном, Стефаном цу Шаумбург-Ліппе та ще одним радником посольства, де йшлося про «розслідування антиаргентинської діяльності». Повернувся Стефан до Німеччини у грудні 1943 року.
У вересні 1946 року давав свідчення комісії з розслідування нацистської діяльності в Аргентині. Між іншим, згідно саме з протоколів допитів його та фон Терманна, стало відомо, що Ева Дуарте була агентом німецького абверу від 1941 року і мала завдання від Вільгельма Канаріса завербувати полковника Хуана Перона. Через підтримку нацистів, після закінчення війни він із родиною перебував під наглядом.
Помер Стефан 10 лютого 1965 року у замку Кемпфенхаузен у Берзі. Похований у саду мавзолею Бюккебургу.

## Родина
Дружина — Інгеборга Ольденбурзька
Діти:
- Марія Аліса (нар. 1923) — була одружена із герцогом Петером Шлезвіг-Гольштейнським, має четверо дітей;
- Георг Моріц (1924—1970) — одруженим не був, дітей не мав.
- син (9—13 березня 1924) — брат-близнюк Георга Моріца, помер невдовзі після народження.

## Нагороди
- Почесний Великий хрест ордену Заслуг герцога Петера-Фрідріха-Людвіга (Ольденбурзький дім);
- Великий хрест ордену дому Саксен-Ернестіне;
- Почесний хрест 1 класу ордену Дому Ліппе;
- Срібний хрест За Заслуги Дому Ліппе;
- Срібна медаль За Заслуги Дому Ліппе;
- Великий хрест ордену Вюртемберзької Корони (Вюртемберзьке королівство);
- Залізний Хрест 2 класу;
- Залізний Хрест 1 класу;
- Почесний хрест ветерана війни (Третій Рейх) (1934);
- Кільце «Мертва голова» (Третій Рейх) (11 квітня 1944).
- Срібна медаль «За вислугу років у НСДАП» (Третій Рейх)[4].